# Oligoclada stenoptera
Oligoclada stenoptera is een libellensoort uit de familie van de korenbouten (Libellulidae), onderorde echte libellen (Anisoptera).
De wetenschappelijke naam Oligoclada stenoptera is voor het eerst geldig gepubliceerd in 1931 door Donald J. Borror.